# Kočín-Lančár
Kočín-Lančár (in ungherese Köcsény-Lancsár) è un comune della Slovacchia facente parte del distretto di Piešťany, nella regione di Trnava.